# Ninheira
Ninheira is een gemeente in de Braziliaanse deelstaat Minas Gerais. De gemeente telt 11.031 inwoners (schatting 2009).

## Aangrenzende gemeenten
De gemeente grenst aan Águas Vermelhas, São João do Paraíso, Cândido Sales (BA), Piripá (BA) en Tremedal (BA).